# Winston Shepard
Winston Shepard (Houston, Texas, 22 de septiembre de 1993) es un baloncestista estadounidense que pertenece a la plantilla del FUS Rabat marroquí. Con 2,03 metros de estatura, juega en la posición de alero.

## Trayectoria deportiva

### Universidad
Jugó cuatro temporadas en los Aztecs de la Universidad Estatal de San Diego, en las que promedió 10,1 puntos, 5,1 rebotes y 2,3 asistencias por partido. En sus dos últimas temporadas fue incluido por los entrenadores en el segundo mejor quinteto de la Mountain West Conference, siéndolo también en el mejor quinteto defensivo en 2016.

### Profesional
Tras no ser elegido en el Draft de la NBA de 2016, fue invitado a participar en las Ligas de Verano de la NBA por los Golden State Warriors, disputando cinco partidos en los que promedió 5,6 puntos y 2,2 rebotes. En el mes de agosto firmó su primer contrato profesional con el Alba Fehérvár de la Nemzeti Bajnokság I/A de Hungría, donde jugó una temporada en la que promedió 11,8 puntos y 6,1 rebotes por partido. Ganó la Copa de Hungría y la liga, siendo elegido MVP de las finales de esta última competición.
La temporada siguiente volvió a participar en las Ligas de Verano, en esta ocasión con Atlanta Hawks, adquiriendo sus derechos los Rio Grande Valley Vipers, quienes en el mes de diciembre lo traspasaron sin llegar a debutar a los Santa Cruz Warriors.